# Rosarium

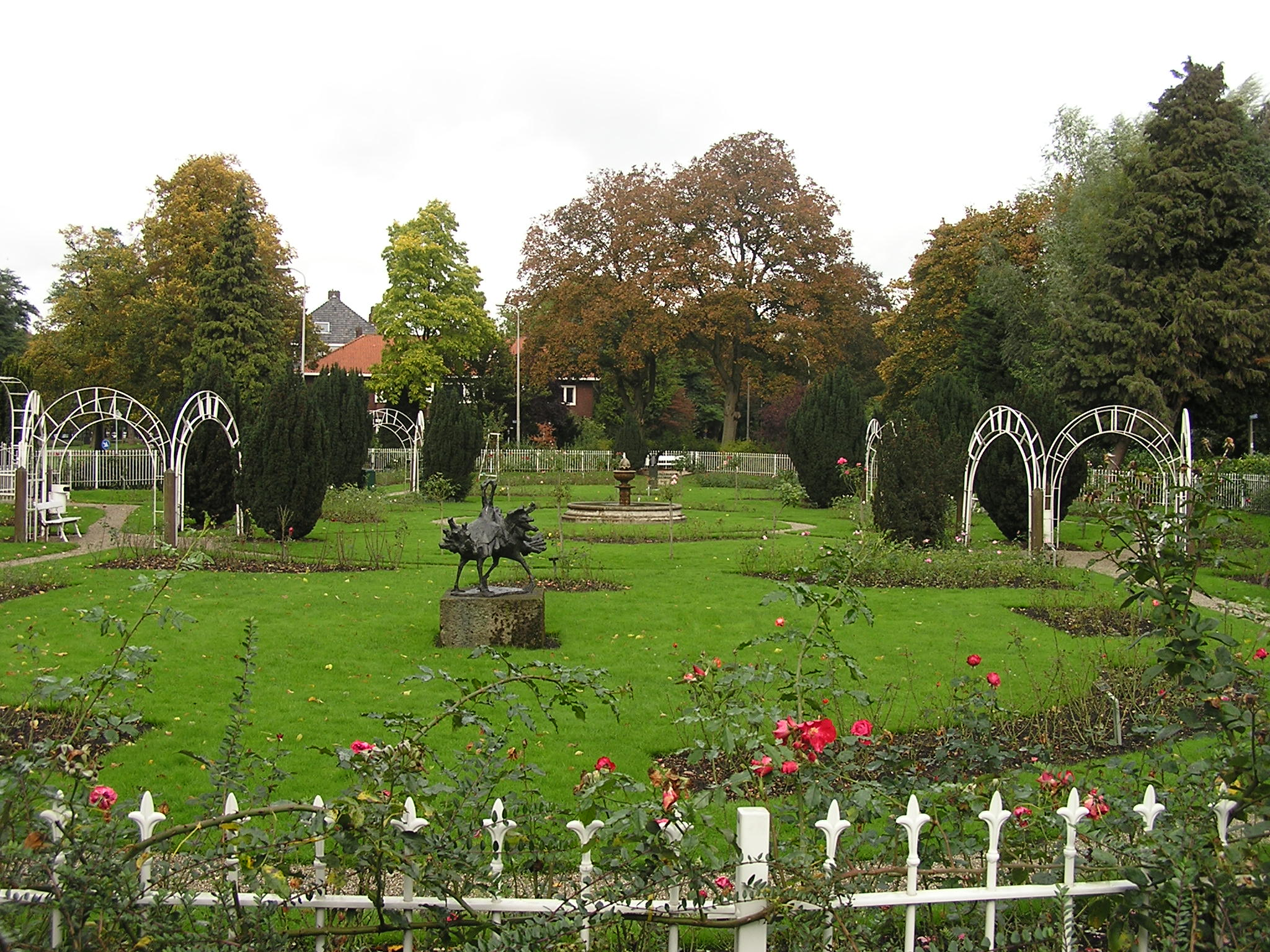
Rosarium in Utrecht

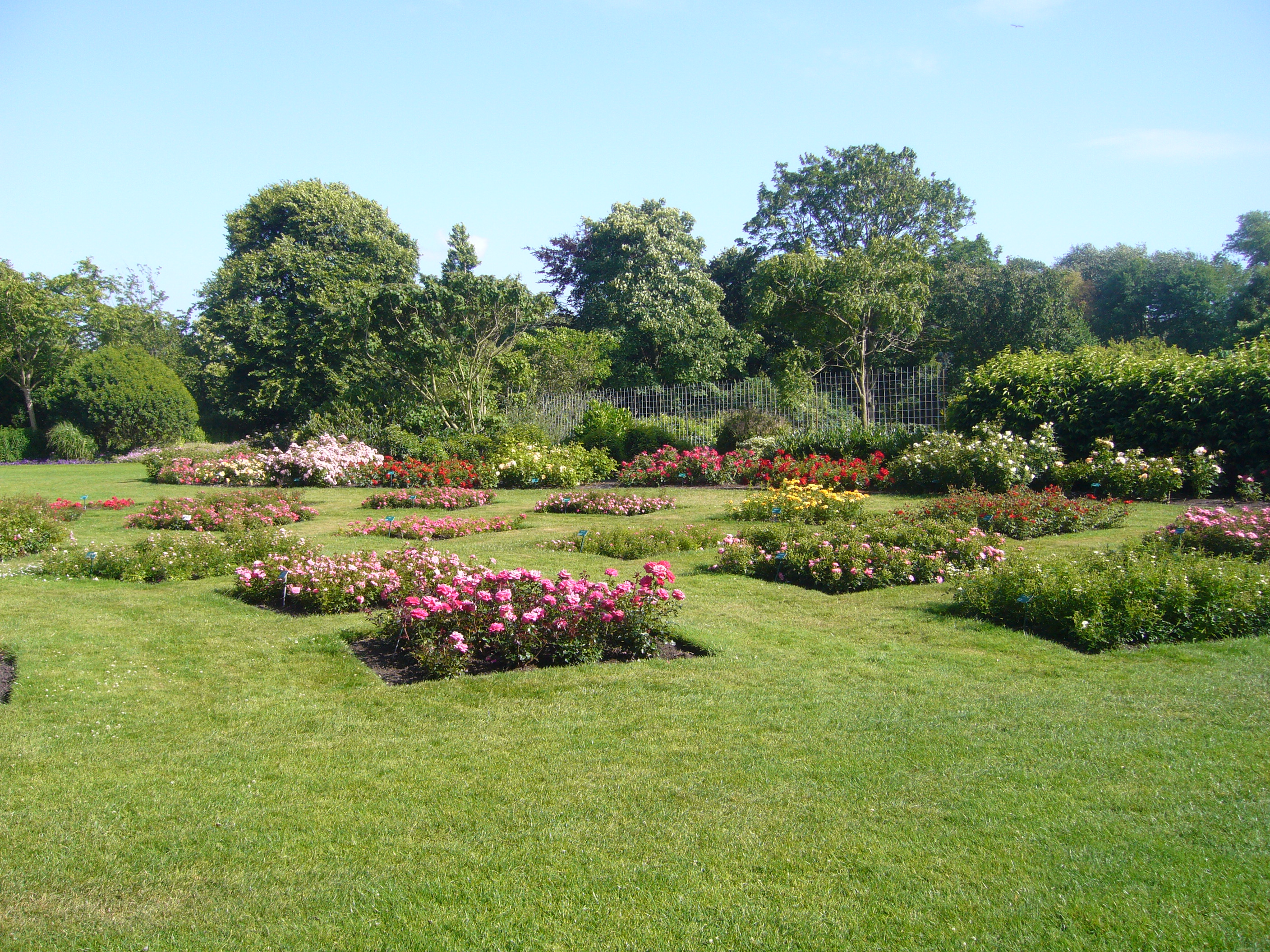
Westbroekpark in Den Haag

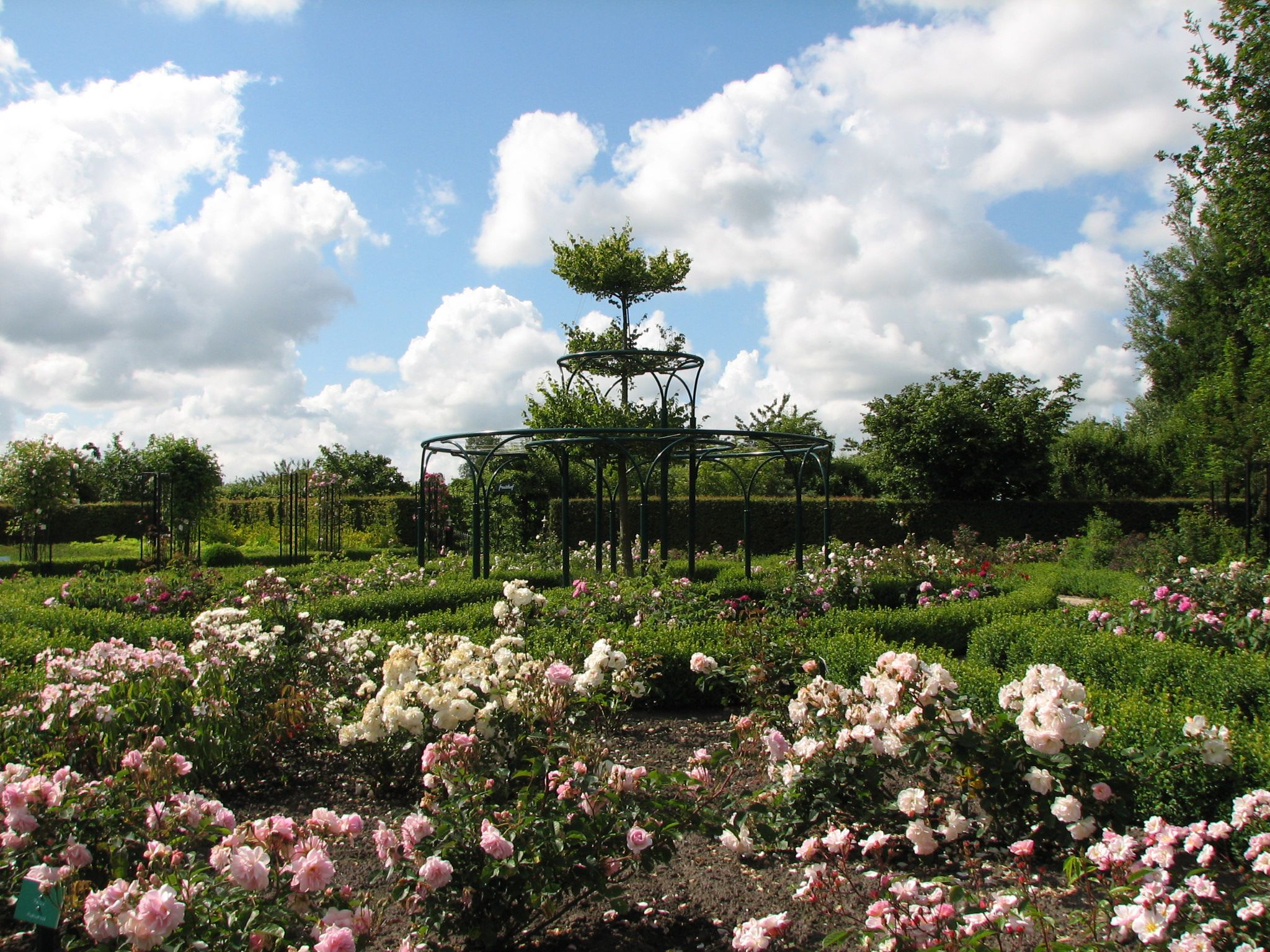
Rosarium in De Kruidhof in Buitenpost

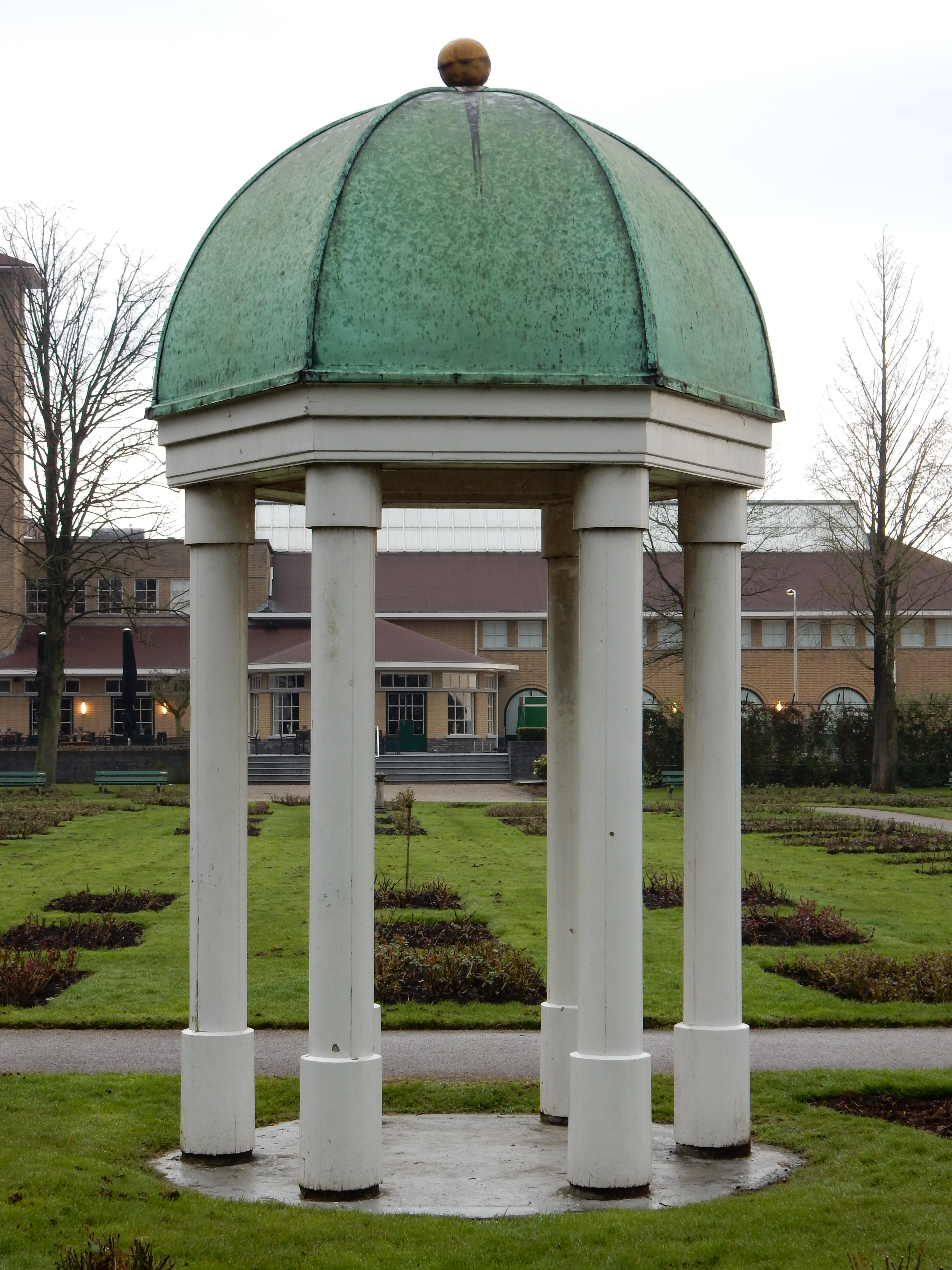
Rosarium Boskoop

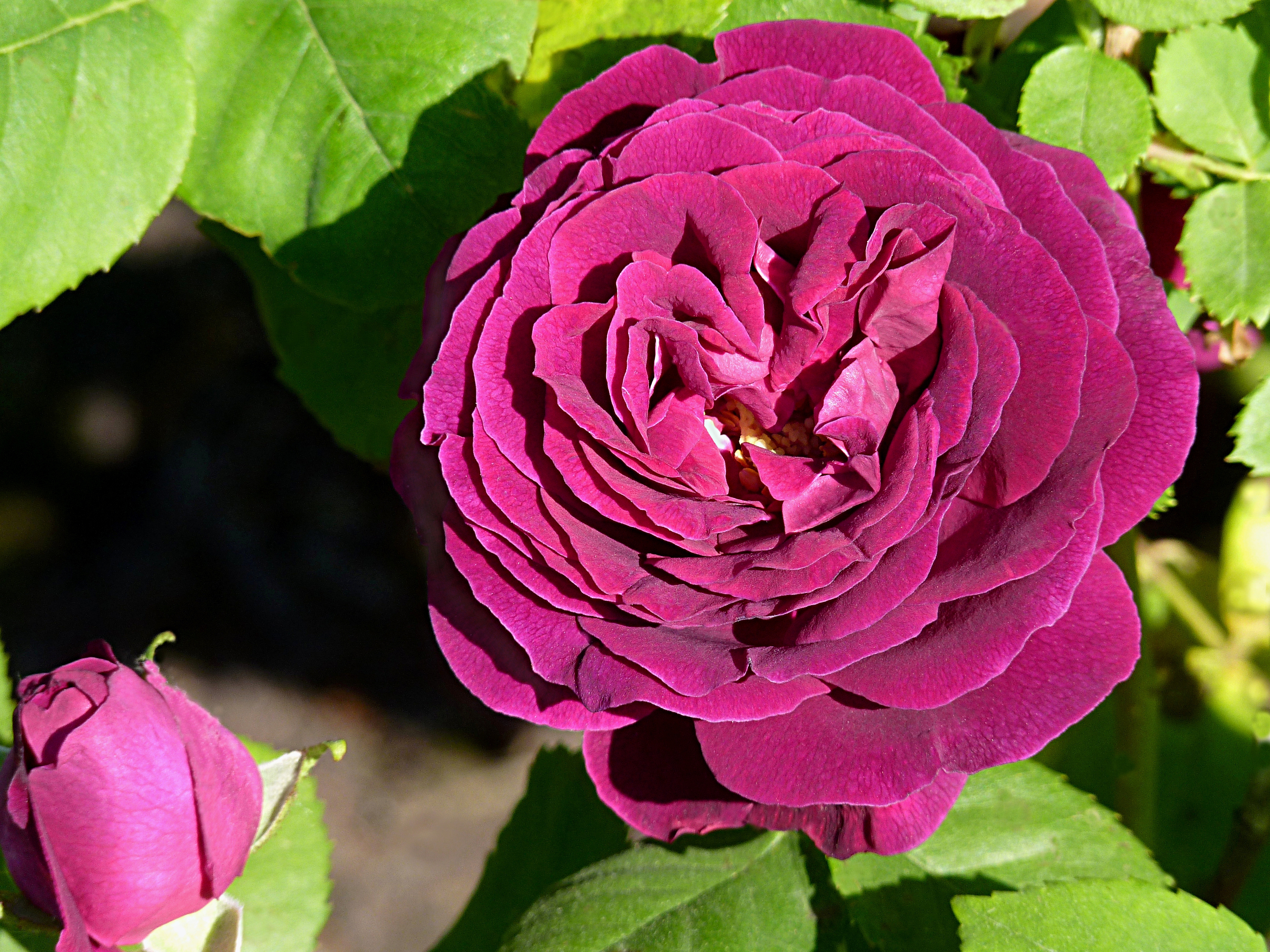
Rosa 'Souvenir du Docteur Jamain', Internationale Rozentuin Kortrijk

Een rosarium is een tuin waarin rozen de voornaamste planten vormen.

## Geschiedenis
Joséphine de Beauharnais, de echtgenote van Napoleon richtte bij haar huis Malmaison een rozentuin in waarin alle destijds bekende rozen stonden. Naar aanleiding van dit voorbeeld werden Rosaria populair in de 18e en 19e eeuw. De tuinen, die over het algemeen niet groter waren dan ¾ hectare, toonden bonte rozen tegen de achtergrond van rustige heesterstroken en hagen.
Als gevolg van de hoge kosten die zijn verbonden aan het onderhoud van een rosarium, verdwenen na de jaren 30 van de afgelopen eeuw veel rozentuinen.

## Rosaria tegenwoordig
Ook nu (anno 2010) nog kunnen op diverse landgoederen restanten van de pronktuinen bezichtigd worden.

### Nederland
In verschillende plaatsen zijn rosaria te vinden, zoals in:
- Amsterdam: Amstelpark[1], Vondelpark, Museum Geelvinck Hinlopen Huis[2]
- Arcen
- Boskoop: Rosarium Boskoop
- Buitenpost
- Den Haag: Westbroekpark, Zuiderpark en Jozef Israelsplein
- Driebergen-Rijsenburg
- Doorn: Rozentuin bij Huis Doorn
- Hilversum
- Meppel
- Nijmegenː Goffertpark
- Rotterdam: Plaswijckpark[3]
- Utrechtː Rosarium (Utrecht Oudwijk)
- Venloː Rosarium Venlo
- Wassenaar bij Huize De Paauw
- Winschoten

### België
- Kortrijk
- Dadizele
- Sint-Pieters-Leeuw: Domein Coloma

### Luxemburg
- Munsbach
- Mondorf-les-Bains

### Duitsland
- Sangerhausen: Europa-Rosarium (grootste rozencollectie ter wereld)[4]
- Dortmund: Duitse Rosarium, Westfalenpark
- Karben: Rosenhang Karben

### Frankrijk
- Compiègne: Rosarium van het Kasteel van Compiègne[5]
- Doué-la-Fontaine: Les Chemins de la Rose
- L'Haÿ-les-Roses: Roseraie du Val-de-Marne ook wel de Roseraie de L'Haÿ genoemd.[6][7]
- Rueil-Malmaison, het rosarium van het Kasteel van Malmaison
- Rosaria in Picardië[8]
- Orléans: Roseraie Jean-Dupont
- Saverne: Roseraie de Saverne

### Spanje
- Madrid: Rosaleda del Real jardín botánico de Madrid

### Portugal
- Roseiral Quinta do Arco op het eiland Madeira

### Italië
Op de Aventijn, een van de heuvels van Rome, ligt de Roseto Comunale, een openbare tuin met meer dan 1100 soorten rozen. Ze is aangelegd in 1950 op de plaats van de joodse begraafplaats, die hier in 1645 was geopend en in 1933 geruimd en verplaatst naar Verano. Als eerbetoon aan dit verleden is de Roseto aangelegd in de vorm van een menora, een zevenarmige kandelaar. In de klassieke oudheid werd op deze plek de Romeinse godin Flora vereerd.
- Giardino delle Rose in Florence

### Verenigde Staten
- International Rose Test Garden (Portland)